# 索緹莉亞
索緹莉亞，她在希臘神話裡是安全與救贖，拯救，保護免受傷害的女神或靈（daimon），一般相信她的父親是宙斯或酒神戴奧尼修斯。她在帕特雷市有一個聖殿和一尊為榮耀她的雕像。
在羅馬神話中，索緹莉亞被稱為賽露絲（Salus），職責範圍轉變成守護人們的身體健康。